# Ama Nkrumah
Ama Nkrumah foi uma ativista política ganense durante e após a luta pela independência do Gana.

## Política
Ama Nkrumah foi uma das ativistas políticas femininas que acompanhou o primeiro presidente do Gana, o Dr. Kwame Nkrumah, durante a luta pela independência e, mais tarde, serviu em várias funções políticas.